# Кастелорізо
Кастеллорізо (грец. Καστελλόριζο), інша назва Мегісті (грец. Μεγίστη) — острів Греції і муніципалітет. Розташований за 1300 м від південного берегу Туреччини, на відстані близько 570 км від Афін і 110 км від Родоса. Діє Цивільний аеропорт острів Кастеллорізо.
Острів став популярним в останні роки серед туристів, які шукають серед островів Додеканеса тихого відпочинку, а також завдяки оскароносному фільму «Mediterraneo», знятого на Кастеллорізо 1991 року режисером Габріеле Сальваторесом.

## Історія
В давнину острів Кастеллорізо населяли дорійські греки, які брали участь в Троянському поході. В елліністичну епоху перебував під контролем Родосу, хоча і карбував свою власну монету. У візантійську епоху включений у єпархію островів з центром в Родосі. 1306 року зайнятий лицарями ордена госпітальєрів Святого Іоанна. 1440 року піддався нальоту єгиптян, але був відвойований Альфонсом Арагонським в 1450 році. 1513 року острів залишений туркам і був тимчасово відвойований венеційцями 1659 року.

### Новогрецький період
1788 року грецький пірат і полковник російської армії Ламброс Кацоніс вигнав з острова турків. Цікаво, що Кацоніс помер у Криму, закріпивши за своїм маєтком ім'я свого рідного міста Лівадія, і донині місто іменується Лівадія. Мешканці острова, переселивши для безпеки свої сім'ї на інші грецькі острови, брали активну участь у визвольній війні Греції 1821—1829 років. Відомо, що кастеллорізоти потопили два турецькі кораблі в бухті Анталії. Однак згідно з міжнародними угодами острів залишився поза межами відродженої Грецької держави.
Тільки отримавши амністію, перша група остров'ян повернулася на зовсім безлюдний острів 19 липня 1830 року. Яке ж було їх здивування, коли місцевий священик, який прожив всі ці роки на острові на самоті, кинувся у воду в рясі, зустрічаючи їх. Донині щороку 19 липня кастеллорізоти обливають один одного водою або самі кидаються у воду в ознаменування 19 липня 1830 року.
1913 року остров'яни повстали за підтримки добровольців з Криту, вимагаючи енозісу — возз'єднання з Грецією. У Першу світову війну 1915 року острів зайняли французи, а за участь остров'ян у військових діях нагороджений французьким орденом «За Мужність». 1921 року французи передали острів італійцям. 1926 року острів постраждав від руйнівного землетрусу.
Під час Другої світової війни (лютий 1941 року), коли грецька армія вела в Албанії переможні бої проти італійців (див. італо-грецька війна), англійські союзники висадилися на острові, але італійці повернулися через кілька днів. 1943 року з виходом Італії з війни острів піддався двомісячному бомбардуванню німецькою авіацією і був потім окупований німцями. Населення залишило острів і до кінця війни залишалося у таборах в Палестині. 1943 року почалася історія легендарної Деспіни Ахладіоті, яка мешкала на прилеглому безлюдному острівці Ро і до самої своєї смерті 1982 року піднімала прапор Греції, заявляючи тим самим про приналежність островів. На честь Деспіною Ахладіоті грецька пошта випустила марку «Господиня острова Ро». Ті кастеллорізоти, що вижили у війні, повернулися на острів 1945 року.
Від 1945 року Кастеллорізо, як і всі Додеканеські острови, перебував під британським протекторатом, але за Паризькими угодами 1947 року, враховуючи прагнення мешканців Кастеллорізо до енозісу, а також внесок Греції в союзну перемогу і її жертви, всі Додеканеські острови возз'єднані з Грецією.